# Jorge Luis Ramírez
Pour les articles homonymes, voir Jorge Ramírez.
Jorge Luis Ramírez Rondón, né le 11 juillet 1977 à Manzanillo, dans la province de Granma, est un footballeur cubain qui évoluait au poste de milieu de terrain.

## Biographie

### Carrière en club
Surnommé Pequeño Gigante (« le petit géant »), Jorge Luis Ramírez débute en championnat de Cuba en 1995 avec le maillot du club de sa province natale, le CF Granma, qu'il portera durant toute sa carrière de joueur. Lors de la saison 2001-02, il doit se contenter de la 2e place en championnat - après avoir perdu la finale face au FC Ciego de Ávila - et tire sa révérence en 2012 où il monte une nouvelle fois sur le podium avec son club (3e place).

### Carrière en équipe nationale
International cubain à 31 reprises, Jorge Luis Ramírez participe à trois Gold Cup d'affilée en 2002, 2003 (quart-de-finaliste) et 2005. Au niveau régional, il dispute la Coupe caribéenne des nations 2005, compétition où les Cubains terminent à la 2e place derrière la Jamaïque. En 2004, il prend part à deux matches des éliminatoires de la Coupe du monde 2006, contre les Îles Caïmans (victoire 2-1) et le Costa Rica (1-1).
Il inscrit son seul but international le 30 mars 2003, à l'occasion du tournoi de qualification à la Gold Cup 2003, lorsqu'il marque à la 26e min de la rencontre face à Trinité-et-Tobago (victoire 3-1).

## Palmarès

### En club
- CF Granma
  - Vice-champion de Cuba en 2001-02.

### En équipe nationale
- Cuba
  - Finaliste de la Coupe caribéenne des nations en 2005.